# Delong Steel Group
De Delong Steel Group is een grote private Chinese groep staalbedrijven. In 2020 was het de op zeven na grootste staalproducent uit China en de op tien na grootste ter wereld met een ruwstaalproductie van ruim 28 miljoen ton.

## Activiteiten
De groep bestaat uit volgende subgroepen:
- Delong Group, de oorspronkelijke onderdelen
- Xintian Steel Group, de in Tianjin overgenomen onderdelen
- Dexin Group, de Indonesische activiteiten
- Decai Technology Group, hoogwaardig staal en legeringen

De subgroepen omvatten volgende staalbedrijven:
| Bedrijf                                                    | Plaats           | Werknemers | Activiteit (capaciteit/jaar)                                                                 |
| ---------------------------------------------------------- | ---------------- | ---------- | -------------------------------------------------------------------------------------------- |
| Delong Steel                                               | Xingtai          | 4000       | ruwstaal (3 mt), plaatstaal, platen voor de productie van pijplijnbuizen, profielen          |
| Tianjin Iron and Steel Group                               | Tianjin          | >5000      | ruwstaal (7,5 mt), platen, staven, staaldraad, buizen                                        |
| Tianjin Tiangang United Special Steel                      | Tianjin          | >5800      | ruwstaal (4,5 mt), halffabrikaten, stripstaal                                                |
| Tianjin Iron Works (Tiantie)                               | Handan           |            | ruwstaal (5,4 mt), halffabrikaten, plaatstaal, betonwapening, staaldraad, profielen          |
| Indonesia Dexin Steel                                      | Morowali         |            | ruwstaal (6 mt), halffabrikaten, staaldraad, betonwapening                                   |
| Tangshan Yutian Jinzhou Industrial                         | Tangshan         | >1000      | ruwstaal (700 kt), halffabrikaten, staaldraad, staven, profielen, betonwapening              |
| Xintiangang Cold Rolled Sheet                              | Binhai (Tianjin) |            | plaatstaal (1,5 mt), gegalvaniseerd plaatstaal (400 kt)                                      |
| Tianjin Xintiangang Cold Rolled Sheet Industry             | Binhai (Tianjin) |            | plaatstaal (300 kt), gebeitst plaatstaal (300 kt), gegalvaniseerd plaatstaal (300 kt)        |
| Tianjin Metallurgical Group Tiancai Technology Development | Tianjin          | >200       | ontwikkeling en productie van hoogwaardige legeringen (15 kt)                                |
| Tianjin Xintian Steel Zhongxing Shengda                    | Tianjin          |            | voorgerekt staal, met aluminium bekleed staal en andere hoogwaardige staalproducten (600 kt) |

Delongs staalproducten worden onder meer toegepast in de defensie-industrie, kernenergie, elektriciteitsnetten vliegtuigindustrie, scheepsbouw, spoorwegen en infrastructuur. Een aantal onderdelen exporteren hun producten naar onder meer Zuidoost-Azië, Zuid-Korea, Japan en Europa.

## Geschiedenis
Delong Steel in Xingtai werd opgericht in 2000 en behoort tot China's groenste staalfabrieken. Het is daardoor ook een grote toeristische attractie in de regio.
De fabriek in Tangshan werd in samenwerking met Jinruicheng Steel in 2011 geopend en werkt met vlamboogovens.
Delongs eerste buitenlandse investering was een walserij in het Thaise Rayong. In januari 2017 werd het aandeel van 55 procent verkocht aan de drie Thaise partners nadat de site wegens onenigheid een tijdlang had stilgelegen.
In november 2017 werd de joint venture Indonesia Dexin Steel opgericht, waarin Delong een aandeel van 60 procent had. In april 2018 ving de bouw van een nieuwe staalfabriek op het Indonesische eiland Sulawesi aan. De eerste hoogoven begon in maart 2020 te produceren en had een capaciteit van 2 miljoen ton op jaarbasis. Het was de bedoeling hoogovens bij te bouwen tot de capaciteit 20 miljoen ton bereikte. Het project kaderde in de Nieuwe Zijderoute en werd mede gefinancierd door de Chinese overheid.
In januari 2019 nam Delong de staalactiviteiten van de failliete Bohai Steel Group over en hervormde ze tot de dochteronderneming New Tianjin Steel. Door de overname groeide Delong uit van een middelgrote staalproducent met een capaciteit van zo'n 3 miljoen ton op jaarbasis tot een van China's grootste staalgroepen.
Begin 2019 werden verschillende staalfabrieken in de buurt van Tianjin omgevormd van staatsbedrijven tot bedrijven in gemengd eigendom. Ook Tianjin Iron Works werd in 2021 op die manier hervormd. Delong nam een belang in deze bedrijven en bracht zijn aandelen onder in de Xintian Steel Group. Door staatsbedrijven gedeeltelijk te privatiseren wilde China ze efficiënter en competitiever maken.